# Sudafrica ai Giochi della XXV Olimpiade
Il Sudafrica partecipò ai Giochi della XXV Olimpiade, svoltisi a Barcellona, Spagna, dal 25 luglio al 9 agosto 1992, con una delegazione di 93 atleti impegnati in diciannove discipline.